# Traceable Radiometry Underpinning Terrestrial- and Helio-Studies
Traceable Radiometry Underpinning Terrestrial- and Helio-Studies, plus communément désignée par son acronyme TRUTHS, est une mission d'observation de la Terre développée conjointement par l'Agence spatiale européenne et l'Agence spatiale du Royaume-Uni dont l'objectif est de fournir des mesures du rayonnement solaire incident et du rayonnement renvoyé par la Terre avec une précision et une résolution spectrale suffisamment précise pour permettre de détecter des changements sur une échelle de temps courte (un cycle solaire, c'est-à-dire 12 ans). Ces mesures seront utilisées pour étalonner les instruments des autres satellites et ainsi mieux mesurer le bilan radiatif de la Terre à l'origine du changement climatique. TRUTHS fait partie du programme Living Planet de l'ESA (mission de type  Earth Explorer). Elle a été sélectionnée en 2019 et doit être lancée en 2030. Elle repose sur un satellite de petite taille emportant un radiomètre et un imageur hyperspectral . 

## Contexte: Le besoin d'une meilleure mesure du bilan radiatif
Les décisions à prendre pour contrer le changement climatique induit par les activités humaines reposent largement sur les données fournies par les satellites. Aussi, le degré de précision des données qu'ils recueillent est essentiel pour déterminer les actions à entreprendre. Parmi ces données, la mesure du rayonnement solaire incident et du rayonnement renvoyé par la Terre joue un rôle déterminant dans la compréhension et le suivi des changements climatiques. La mission du satellite TRUTHS est de fournir une mesure beaucoup plus précise de ces échanges (bilan radiatif de la Terre) et permettre d'étalonner les instruments des satellites contribuant à alimenter les modèles climatiques.

## Historique du projet
Le concept d'une mission fournissant des mesures de référence permettant d'étalonner les instruments embarqués sur les satellites d'observation de la Terre a été développé au sein des groupes de travail WGCV (Working Group on Calibration & Validation), émanation du CEOS (Committee on Earth Observation Satellites) et GSICS (Global Space-based Inter-Calibration System), émanation des agences spatiales. Deux missions ont émergé de ces réflexions : TRUTHS proposé par le Royaume-Uni pour la mesure du rayonnement solaire et terrestre dans la bande spectrale 0,32-2,4 micromètres et CLARREO (Climate Absolute Radiance and Refractivity Observatory) limité à la mesure uniquement du rayonnement terrestre mais avec une couverture spectrale étendue à l'infrarouge thermique. Un prototype de CLARREO a été installé à bord de la Station spatiale internationale. Aucune mission n'est proposée pour la mesure du rayonnement micro-ondes. La Chine aurait également un projet similaire. 
En novembre 2021, la mission THRUTHS entre en phase de conception avancée (B1) qui doit déboucher fin 2022 sur le lancement définitif du projet et le choix de l'industriel chef de file. Le projet est mené par le centre de recherche anglais National Physical Laboratory (NPL). 

## Objectifs de la mission
Les objectifs primaires (principaux) de la mission sont : 
- Fournir des données suffisamment précises pour permettre de détecter rapidement les signaux révélateurs des changements climatiques. Cet objectif doit permettre de réaliser des tests critiques des modèles climatiques et de pouvoir attribuer les effets du changement climatique aux processus géophysiques.
- Améliorer les performances des satellites d'observation de la Terre en fournissant la luminance réfléchie par la Terre avec une résolution spatiale de 50 mètres, une résolution spectrale de 8 nanomètres tout en disposant d'une agilité qui lui permettra d'étalonner une large gamme de capteurs embarqués sur les autres satellites d'observation de la Terre.

La précision des mesures attendue est basée sur les exigences du cahier des charges du GCOS (Global Climate Observation System) dans le domaine des ondes courtes (les plus contraignantes) :
- Mesure de l'irradiance solaire totale : précision instantanée de 0,04 %  avec une stabilité sur la décennie de 0,01 %
- Mesure de l'irradiance spectrale solaire : précision résolution spectrale de 0,3 % (bande spectrale 0,2-2,4 micromètres) avec une stabilité sur la décennie de 1 %
- Mesure du rayonnement solaire réfléchi : 1 Watt/m² avec  une stabilité sur la décennie de  0,3 Watt/m² (0,3 %)

## Caractéristiques techniques
TRUTHS est un micro-satellite stabilisé 3 axes et alimenté en énergie par des panneaux solaires. Sa plateforme pourrait être l'Astrobus-S ou -M d'Airbus.   

### Instrumentation
TRUTHS emporte deux instruments :
- L'imageur hyperspectral HIS (Hyperspectral Imaging Spectrometer) est l'instrument principal de TRUTHS. L'instrument permet de mesure à la fois le rayonnement de la Terre, de la Lune et du Soleil. Ses observations s'effectuent dans la bande spectrale comprise entre 0,32 et 2,45 micromètres (ultraviolet, lumière visible et proche infrarouge). Les chiffres concernant les capacités de l'instrument sont au stade de développement actuel (fin 2022) indicatifs. La fauchée est de 100 kilomètres, la résolution spatiale est de 50 à 100 mètres et la résolution spectrale est de 4 nanomètres (longueur d'onde < 1 micromètre) et 8 nanomètres (> 1 micromètre).
- Le radiomètre CSAR (Cryogenic Solar Absolute Radiometer)

Par ailleurs, le satellite embarque le système OCBCS (On-Board Calibration System) qui permet d'étalonner périodiquement les deux instruments. 

## Déroulement de la mission
Le lancement de la mission est prévu en 2030. TRUTHS doit être placé sur une orbite polaire (inclinaison orbitale 90°) à une altitude de 609 kilomètres. La fréquence de survol sera si possible inférieure à 61 jours. La mission doit durer au moins 8 années.

### Source bibliographique
- (en) « TRUTHS », sur EO Portal, Agence spatiale européenne (consulté le 25 septembre 2022)